# Josef Otto Lämmel
Josef Otto Lämmel (geboren als Josef Otto von Lämmel 22. April 1891 in Waidhofen an der Ybbs, Österreich-Ungarn; gestorben 1. Juli 1980 in Graz) war ein österreichischer Schriftsteller, Journalist und Politiker. 

## Leben
Josef Otto von Lämmel war ein Sohn des Eisenbahnbeamten Heinrich von Lämmel und der Janette Kizales, er hatte sieben Geschwister. Er wuchs bei Pflegeeltern in der Nähe von Hartberg  und bei der Mutter in Graz auf, wo er Mitglied der evangelischen Heilandskirche wurde. Er besuchte die Landesoberrealschule Graz und ging 1908 zu seinem Bruder nach Zürich, wo er an dessen Unterrichtsanstalt als Sekretariatsgehilfe arbeitete. 1911 wurde von Lämmel dann Beamtenanwärter bei der Eisenbahndirektion Villach. Im Ersten Weltkrieg war er als Soldat an der Italienfront eingesetzt. In der Republik Österreich wurde 1919 sein Adelstitel aufgehoben. 
Er arbeitete ab 1920 als Bildungssekretär bei der Gemeinde und beim Bezirk Hartberg und ab 1922 bis 1934 als redaktioneller Leiter des Monatsboten für Schule und Haus beim Leykam Buchverlag in Graz. Er schrieb Beiträge für die Grazer Tagespost, das Neue Wiener Journal und die Wiener Zeitung. Lämmel war nach eigener Auskunft Mitglied des Deutschen Schulvereins Südmark und der konservativen und antisemitischen Deutschen Arbeitspartei.
Lämmel war Mitgründer der literarischen Vereinigung Blaue Blume, aus der 1928 der Steirische Schriftstellerverband entstand, dessen Sekretär er dann wurde. Von 1933 bis 1938 war er Pressereferent der Ostmärkischen Sturmscharen mit Sitz in Graz und wurde Mitglied der Vaterländischen Front (VF).
Nach dem Anschluss Österreichs 1938 musste er einen Ariernachweis erbringen, was ihm wegen der jüdischen Herkunft seines Vaters, der vom Judentum zum Katholizismus konvertiert war, nicht möglich war. Lämmel floh im September in die Schweiz und im März 1939 nach Großbritannien. Dort heiratete er die Emigrantin Renate Maria Engel, sie hatten drei Kinder. Er schloss sich zunächst der österreichischen Emigrantenorganisation Austrian Centre an, die ihm Arbeit als Bibliothekar verschaffte. Da das Austrian Center zunehmend unter kommunistischen Einfluss geriet, gründete er mit David Josef Bach die Vereinigung österreichischer Journalisten in England. Im Frühjahr 1940 war er auf der Isle of Man als Enemy Alien interniert. 1941 gründete Lämmel die Association of Austrian Christian Socialists in Great Britain. Im deutschsprachigen Propagandaprogramm der BBC trat er als „Steirer Seppl“ auf.
Nach Kriegsende blieb Lämmel in England und wirkte 1946/47 als Reeducation Officer in Kriegsgefangenenlagern. Er gründete ein Reisebüro und wurde mit dem zunehmenden Tourismus Werbebeauftragter der Steiermark in England. 1952 gründete er den „Verein der Österreicher in GB“. 1964 kehrte er nach Graz zurück und wurde mit dem Silbernen Ehrenzeichen für Verdienste um die Republik Österreich geehrt. 

## Werke (Auswahl)
- Altar der Sehnsucht. Gedichte. Hamburg: Verl. „Der Schriftsteller“, Inh. G. J. A. Niemann, 1928
- Der Reformhofbauer. Volksstück. Wien: Max Pfeffer, 1928
- Luzie. Drama. Graz: Leykam, 1928
- Kuppel der Träume. Gedichte. Baden bei Wien: Weilburg, 1968
- Andreas Baumkirchner. Ein Ritterdrama. Graz: Stocker, 1972
- Das Unzerstörbare. Eine Art biographischer Roman. Wien: Heimatland-Verlag, 1981